# 德米特里夫卡 (捷奧菲波利區)
49°48′27″N 26°20′50″E / 49.80750°N 26.34722°E
德米特里夫卡（烏克蘭語：Дмитрівка）是位於烏克蘭西部的村莊，由赫梅利尼茨基州裡赫梅利尼茨基區的泰奧菲波爾市鎮負責管轄。該村始建於1700年，面積0.88平方公里，海拔高度295米，2001年人口236，人口密度每平方公里269.4人。